# La sangre y la semilla
La sangre y la semilla – paragwajsko-argentyński film historyczny z 1959 roku w reżyserii Alberta Dubois. Zdjęcia kręcono w Paragwaju.

## Obsada
| Aktor                   | Rola |
| ----------------------- | ---- |
| César Alvarez Blanco    |      |
| Ernesto Báez            |      |
| Raul Valentino Benítez  |      |
| Leandro Cacavellos      |      |
| Roque Centurión Miranda |      |
| Celia Elís              |      |
| Olga Zubarry            |      |
| José Guisone            |      |
| Carlos Gómez            |      |
| Mercedes Jané           |      |
| Mario Prono             |      |
| Romualdo Quiroga        |      |
| Rafael Rojas Doria      |      |
| Miguel Angel Yegros     |      |
| i inni                  |      |